# Остраће
Остраће је насеље у општини Лепосавић на Косову и Метохији, које припада месној заједници Лешак, а налази се 12 km северно од Лепосавића, са десне стране реке Ибра и простире се на већем простору. Средња надморска висина села је 767 метара, а по неким претпоставкама, на овом простору се налазио средњовековни рудник Остраћа.
Површина катастарске општине Остраће, која обухвата атар насеља, износи 1.361 ha и ограничавају га атари села Доње Исево, Гувниште, Црнатово, Витановиће и Лешак. По положају и међусобној удаљености кућа, село се дели на крајеве, Горње и Доње Остраће и засеоке Жигоље, Парлин Поток, Куреље, Симичиште и Врујци.
Могуће је да назив села потиче од речи остран (прилог : устрану), што одговара географском положају села. Међутим, у корену назива села је реч ост, што значи узвик за подстицање волова при раду, па је можда због тога и село добило назив.
По постанку село спада у старија насеља. У селу се дуж Остраћке реке налази равна ливада названа Велика Ливада, по којој се виде остаци старих средњовековних грађевина и рушевина гробаљске цркве која је законом заштићена. У засеоку Жигоље налази се стара црква названа Борјаница, у коју се улази низ неколико степеница, а у Симичишту остаци отоманске карауле. Село је асфалтним путем повезано са насељем Лешак. У непосредној близини атара села налази се рудник оловно – цинкане руде „Копаоник“ у Белом Брду. Макадамским путем Лешак – Бело Брдо, који пролази кроз село, Остраће је повезано са овим рудником у којем је некада радио знатан број радника из села. У селу становништво се претежно бави пољопривредом, и у мањој мери сточарством. У селу постоји основна четворогодишња школа, а има и трговинских радњи.

## Демографија
- попис становништва 1948: 426
- попис становништва 1953: 469
- попис становништва 1961: 468
- попис становништва 1971: 474
- попис становништва 1981: 431
- попис становништва 1991: 355

У насељу 2004. године живи 349 становника и броји 100 домаћинстава. Данашњи родови су: Вуловићи, Бишевци, Лешевићи, Радоњићи, Величковићи, Јанићијевићи, Чукићи, Милошевићи, Шљивићи, Миленковићи, Богдановићи, Павловићи, Закићи, Петровићи, Планићи, Јевтићи, Петронијевићи, Нешковићи и Глишићи.